# 2419 Молдавія
2419 Молда́вія (2419 Moldavia) — астероїд головного поясу, відкритий 19 вересня 1974 року.
Тіссеранів параметр щодо Юпітера — 3,581.